# Cataglyphis viaticoides
Cataglyphis viaticoides är en myrart som först beskrevs av Andre 1881.  Cataglyphis viaticoides ingår i släktet Cataglyphis och familjen myror.

## Underarter
Arten delas in i följande underarter:
- C. v. cuneinodis
- C. v. viaticoides